# Зак Пенн
Зак Пенн (англ. Zak Penn; народився 23 березня 1968) — американський кіносценарист. Пенн написав і зняв фільми «Інцидент в озері Лох-Несс» і «Гранд», написав сценарій для «Неймовірного Халка», був співавтором сценаріїв для фільмів «Люди Ікс 2», «Люди Ікс: Остання битва» та«Месники». Разом із Майклом Карновим Пенн є співавтором телесеріалу Люди Альфа у телемережі Syfy.

## Раннє життя
Пенн народився в Нью-Йорку у сім'ї бізнесмена та юриста Артура Пенна, який керував Capital Markets Assurance Corporation у Citicorp.
Зак Пенн закінчив Весліанський університет у 1990 році.

## Кар'єра
Серед фільмів, сценаристом яких був Пенн, є Останній кіногерой, Люди Ікс 2, Люди Ікс: Остання битва та Електра. Пенн написав ранні проєкти «Халка», «Неймовірного Халка», «Месників» і «Персонажа» .
У липні 2012 року видавництво Avatar Press випустило перший випуск коміксів Пенна «Поклоніння героям» . Серія з шести випусків написана у співавторстві зі сценаристом «Зоряних воєн: Війни клонів» Скоттом Мерфі та намальована Майклом ДіПаскейлем. У центрі — Зеніт, незнищенний герой, шанувальники якого стежать за кожною катастрофою, намагаючись поглянути на головну знаменитість і ризикуючи при цьому власним життям. Один фанат стає настільки одержимим, що це призводить до розвитку його власних сил.
Він зняв документальний фільм Atari: Game Over .

## Фільмографія

### Фільми
| Рік  | Назва                        | Виступає як | Виступає як | Примітки                                                                    |
| Рік  | Назва                        | Режисер     | Сценарист   | Примітки                                                                    |
| ---- | ---------------------------- | ----------- | ----------- | --------------------------------------------------------------------------- |
| 1993 | Останній кіногерой           | Ні          | Частково    | Співасторство з Adam Leff                                                   |
| 1994 | PCU                          | Ні          | Так         | Співасторство з Adam Leff                                                   |
| 1997 | Люди в чорному               | Ні          | Так         | [ 8 ]                                                                       |
| 1998 | Мураха Антц                  | Ні          | Так         | консультант-сценарист                                                       |
| 1999 | Інспектор Ґаджет             | Ні          | Так         | Co-screenwriter with Kerry Ehrin                                            |
| 2000 | Янголи Чарлі                 | Ні          | Так         | Script revisions                                                            |
| 2001 | У тилу ворога                | Ні          | Так         | Co-screenwriter with David Veloz                                            |
| 2002 | Влада вогню                  | Ні          | Так         | [ 9 ]                                                                       |
| 2003 | Люди Ікс 2                   | Ні          | Частково    | Co-story writer with David Hayter and Браян Сінгер                          |
| 2004 | Інцидент в озері Лох-Несс    | Так         | Так         | Directorial debut; co-screenwriter with Werner Herzog; on-screen appearance |
| 2004 | Нульовий підозрюваний        | Ні          | Так         | Co-screenwriter Billy Ray                                                   |
| 2005 | Електра                      | Ні          | Так         | Co-screenwriter with Stu Zicherman and Raven Metzner                        |
| 2006 | Люди Ікс: Остання битва      | Ні          | Так         | Co-screenwriter with Саймон Кінберг                                         |
| 2007 | Гранд                        | Так         | Так         | Co-screenwriter with Matt Bierman                                           |
| 2008 | Неймовірний Халк             | Ні          | Так         | Story; with uncredited screenwriting rewrites by Едвард Нортон              |
| 2012 | Месники                      | Ні          | Частково    | Co-story writer with Джосс Відон                                            |
| 2014 | Atari: Game Over             | Так         | Ні          | Documentary; on-screen appearance                                           |
| 2018 | Першому гравцю приготуватися | Ні          | Так         | Co-screenwriter with Ернест Клайн                                           |
| 2021 | Персонаж                     | Ні          | Так         | Co-screenwriter with Matt Lieberman                                         |

### Телебачення
| Рік       | Назва      | Виступає як | Виступає як | Виступає як | Виступає як | Примітки                            |
| Рік       | Назва      | Сценарист   | Продюсер    | Шоуранер    | Творець     | Примітки                            |
| --------- | ---------- | ----------- | ----------- | ----------- | ----------- | ----------------------------------- |
| 2011–2012 | Люди Альфа | Так         | виконавчий  | Ні          | Так         | Створено спільно з Майклом Карновим |
| 2023      | Маяк 23    | Так         | виконавчий  | Так         | Так         |                                     |

### Відеоігри
| Рік  | Назва                  | Зараховано як       | Зараховано як | Зараховано як      | Примітки             |
| Рік  | Назва                  | Креативний директор | Сценарист     | Технічний директор | Примітки             |
| ---- | ---------------------- | ------------------- | ------------- | ------------------ | -------------------- |
| 2005 | Фантастична четвірка   | Ні                  | Так           | Ні                 | Опис гри та діалогів |
| 2006 | Люди Ікс: Офіційна гра | Ні                  | Так           | Ні                 | Автор сценарію       |